# Erich Boltenstern
Pour les articles homonymes, voir Boltenstern.
Erich Boltenstern, né à Vienne (en Autriche, alors en Autriche-Hongrie) le 21 juin 1896 et mort dans cette ville le 9 juin 1991, est un architecte autrichien.

## Biographie
Après avoir obtenu son diplôme d'études secondaires, Boltenstern fait son service militaire pendant la Première Guerre mondiale puis étudie l'architecture à Vienne de 1919 à 1922. Après avoir obtenu son diplôme, il s'est d'abord rendu à Barcelone puis à Berlin pour travailler avec Hans Poelzig et Bruno Ahrends. En 1923 et 1924, il travaille à Barcelone avec Alfred Keller (de) avant de retourner à Vienne en 1925 pour acquérir davantage de pratique dans le bureau d'architecte de Siegfried Theiss et Hans Jaksch.
Boltenstern, dont ses premiers bâtiments datent du début des années 1930, est assistant d'Oskar Strnad à l'École des arts appliqués de 1929 à 1934 et assistant de Clemens Holzmeister à l'Académie des Beaux-Arts de Vienne de 1934 à 1936, où il dirige une master class d'architecture jusqu'en 1938.
Après la Seconde Guerre mondiale, il enseigne à la Faculté d'architecture de l'Université technique de Vienne, où il  occupe un poste de professeur titulaire de 1952 à 1968.

## Participation à des projets (sélection)
- Crématorium de Graz (1931/1932)

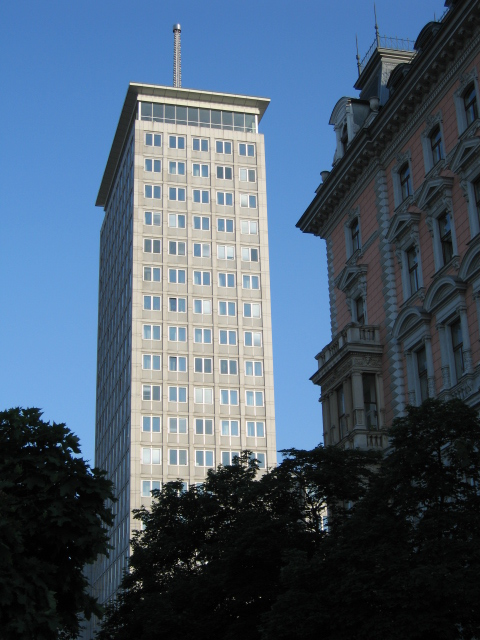
La Ringturm vue de la Ringstrasse.

- Restaurant sur le Kahlenberg (vers 1935)
- Reconstruction de l'Opéra d'État de Vienne et du palais de la chancellerie de la Cour de Bohême après 1945
- Tour de bureaux, la Ringturm, pour la Wiener Städtische Versicherung (vers 1950/55) à Vienne
- Crématorium de Villach (1952/1953)
- Reconstruction de l'hôtel Europa, Neuer Markt à Vienne (1956)

## Récompenses
- 1952 : Prix d'architecture de la ville de Vienne
- 1957 : Croix d'honneur autrichienne pour la science et l'art, 1re classe
- 1958 : Grand Prix d'État autrichien d'architecture
- 1976 : Doctorat honoris causa de l'Université technique de Vienne
- 1981 : Grande décoration d'or pour les services à la République d'Autriche[2]